# Тула-Лихвинская узкоколейная железная дорога
Тула-Лихвинская УЖД — узкоколейная железная дорога общего пользования с шириной колеи 750 мм, соединявшая Тулу и город Лихвин (Чекалин) Тульской области.

## История
Строительство линии Тула — Лихвинской железной дороги осуществлялось Московским обществом подъездных путей. Работы начались в 1899 году и завершились в январе 1905-го.
Строились железные мосты на каменном основании, шпалы клали прямо на лесной мох, без балластировки. В качестве топлива для маломощного локомотива использовали берёзовые кругляши, а воду набирали из восьми водокачек на линии.
Регулярное движение по железной дороге открылось 25 декабря 1905 года. Первый поезд отправился от главного железнодорожного вокзала Тулы — Московского вокзала.

Основным грузом, который перевозили по железной дороге, были зерно, дрова, продукция Дубенского чугунолитейного завода и винокуренного производства в Воскресенском. Пассажирское сообщение осуществлялось ежедневно. Поезд отправлялся из Тулы в 15:30 и прибывал в Лихвин в 23:10. На полпути, на главной промежуточной станции в Дубне, состав останавливался на 40 минут. В обратную сторону поезд отправлялся в 14:25 и прибывал в Тулу в 21:45.

Трасса УЖД в период максимального развития, в 1930-е годы
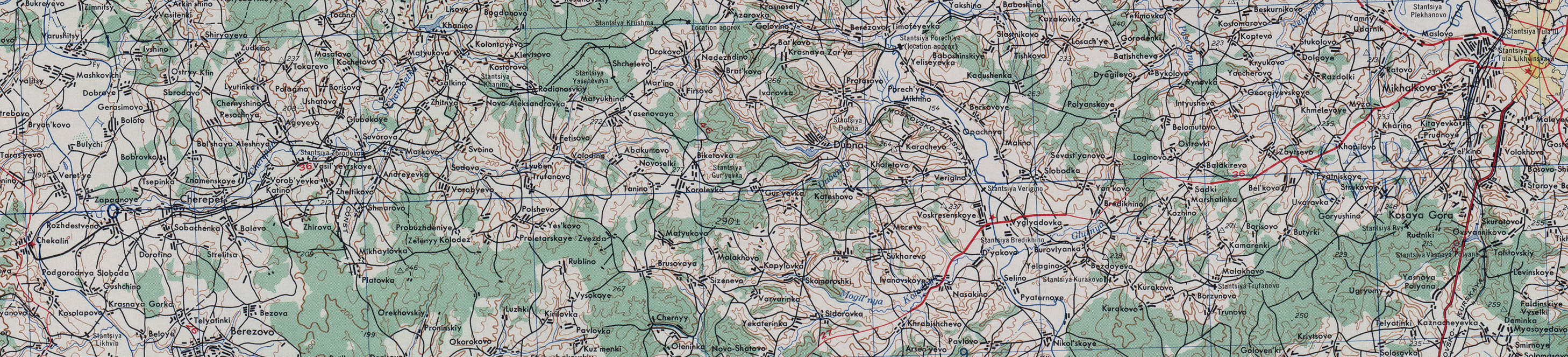
УЖД на топографической карте 1954 года.
Трасса УЖД перед закрытием.
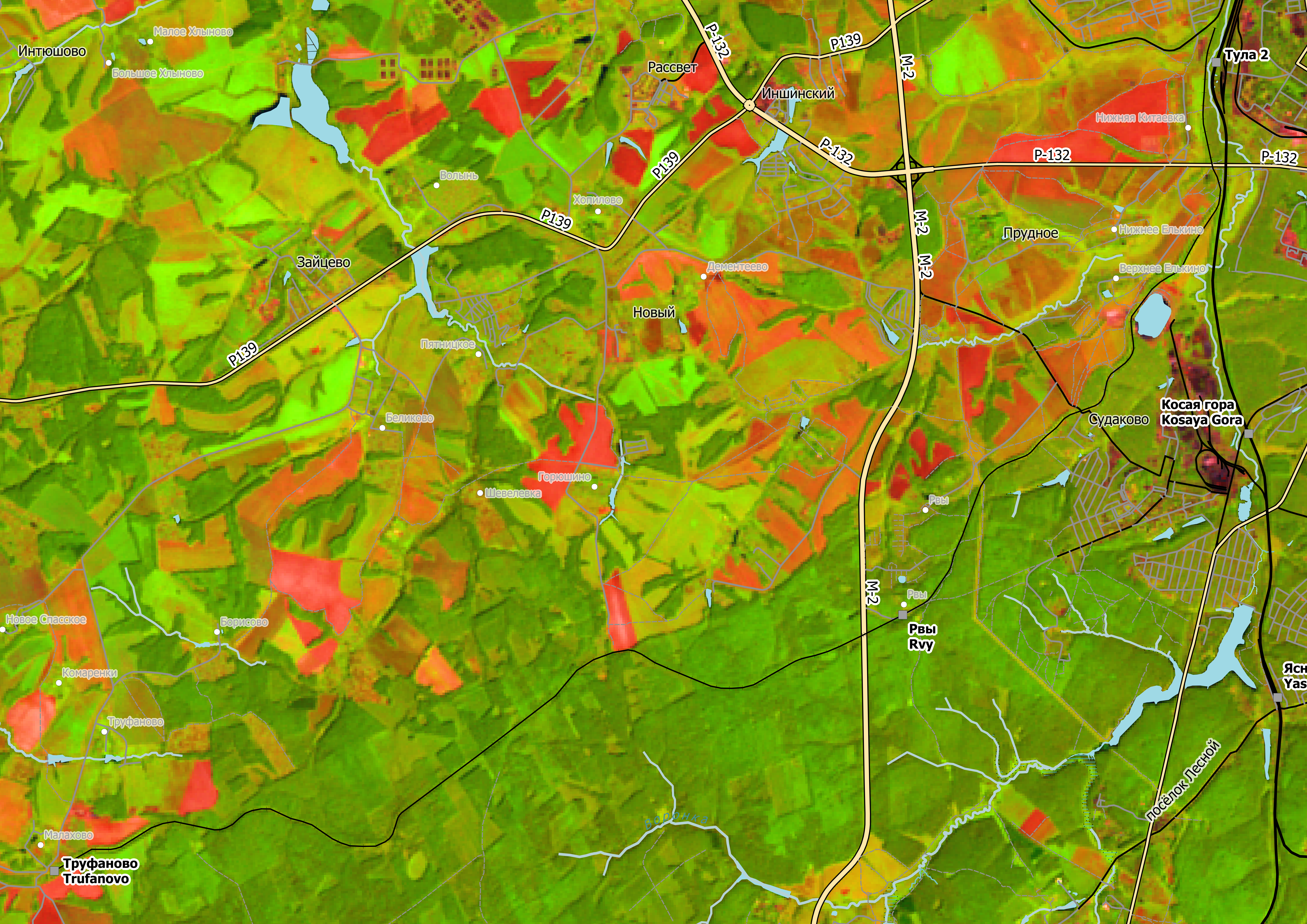
Трасса УЖД на фоне космоснимка Landsat-5 1996 года.

Дорога проходила через район, окружённый лесными массивами, где не было развитой транспортной сети. Поэтому её значение как связывающей транспортной нити трудно переоценить. К примеру был поселок "Тупик 17 км.", который располагался возле одноимённого остановочного пункта. До него можно было добраться только по ТЛУЖД. В эту деревушку приезжал вагон-лавка и вагон-клуб.
В первые годы Первой мировой войны Россия страдала от сильнейшего дровяного кризиса, из-за того что 57% топлива это дрова. Из-за этого кризиса на ТЛУЖД появились многочисленные ответвления: от 100 метров до 20 километров. С этих веток вывозили лес с помощью вагонов-лесовозов
В 1931 году началось строительство ширококолейной железной дороги от Тулы до Сухиничей через Козельск. В этом строительстве важную роль сыграла узкоколейка. Однако в 1941 году, из-за параллельного расположения двух дорог, был закрыт участок узкоколейки от Лихвина до Ханино.
Во время оккупации Тульской области Тула-Лихвинская железная дорога оставалась практически единственным источником снабжения города Тулы дровами. После освобождения Тулы железную дорогу активно использовали при наступлении частей Красной армии: подвозили к фронту боеприпасы, технику и солдат, а обратно в Тулу везли раненых, обмороженных и товары для города.
Узкоколейку закрывали постепенно: в 1968–1969 годах закрыли участок от Дубны до Ханино, а в 1972 году — участок Труфаново-Дубна.
С 1950-х годов отправным пунктом узкоколейки стал Лихвинский вокзал, который находился в двух километрах от Московского вокзала. В 1950–1970-е годы Тула-Лихвинская железная дорога способствовала развитию сельского хозяйства и промышленности, так как оставалась практически единственной всепогодной магистралью к западу от Тулы из-за плохого состояния дорог. На ней работало семь локомотивов, множество товарных составов, а также осуществлялись пассажирские перевозки.
После постройки ширококолейной железной дороги узкоколейка стала нерентабельной: в Дубну пустили быстрые и экономичные автобусы, а грузы стали доставлять по ширококолейной железной дороге. Узкоколейка была закрыта по частям: в 1968–1969 годах закрыли участок от Дубны до Ханино, а в 1972 году — участок Труфаново-Дубна. Последний участок Тула-Труфаново прослужил до конца 1996 года, по нему осуществлялись только пассажирские перевозки, появились новые остановочные пункты, такие как 5, 7, 8, 9, 15, 17, 20 и 22 км, которые обслуживали в основном дачников, охотников, грибников и жителей окружающих деревень.

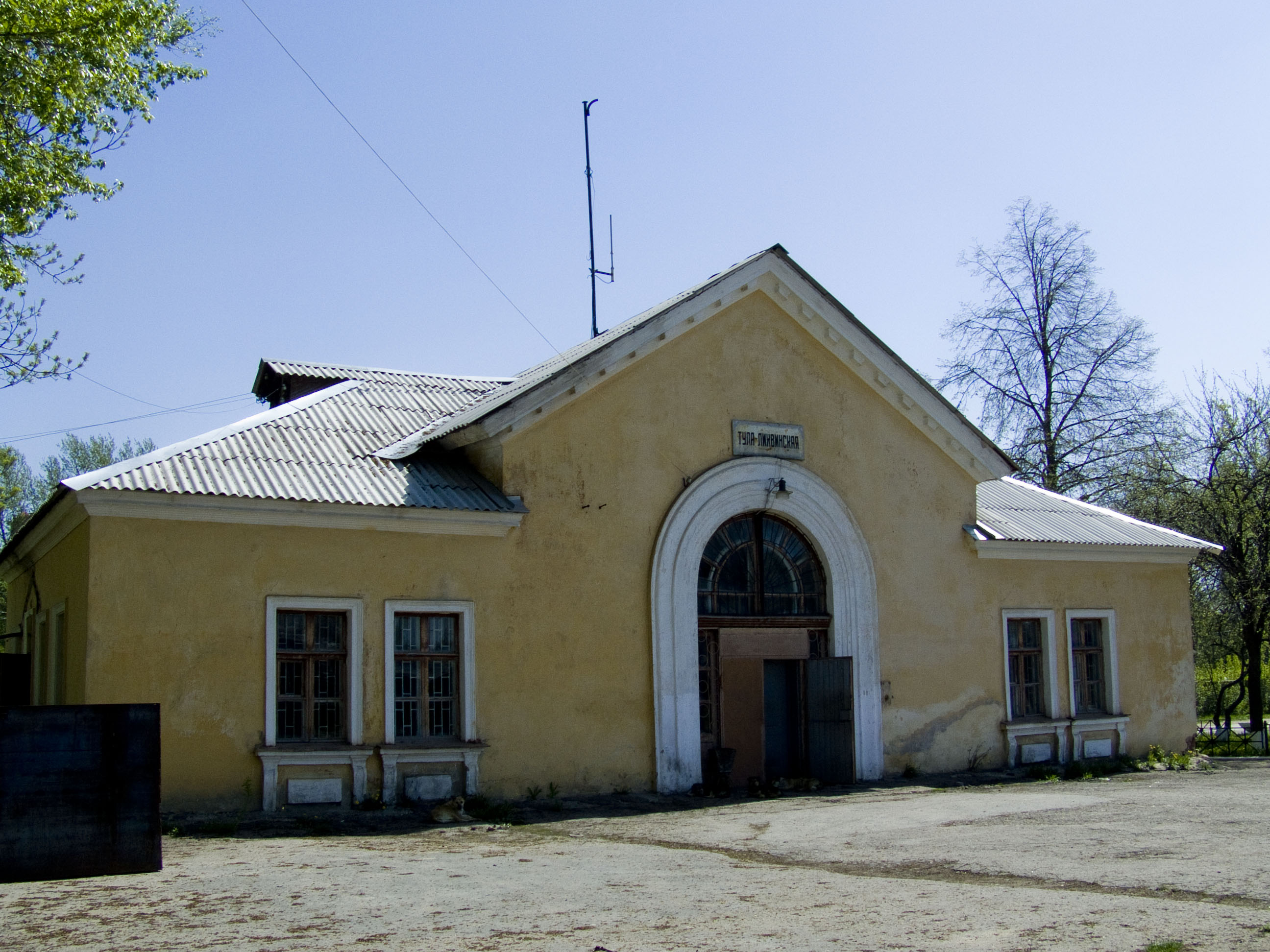
Здание станции Тула-Лихвинская

## Грузовое движение

Схема Тула-Лихвинской УЖД. Нажмите для воспроизвеения

## Подвижной состав

### Паровозы
Несколько четырехосных паровозов Коломенского завода типа 63 с трехосными тендерами колеи 750 мм; танк-паровоз колёсной формулы 0-2-1, обозначавшийся буквой "Т"; паровозы Коломенского завода тип-65 с номерами К-18 и К-42; 6 четырехосных паровозов с трехосными тендерами заводского типа 87 (номера: К-21, К-22, К-23, К-24, К-25, К-26); паровоз "А.1", постройки завода Кокериль 1891 года, паровоз заводского типа 127 (номер К-41); паровоз Мальцовского завода, еще три паровоза Коломенского завода, несколько паровозов серии "К-157", а в начале 50-х появились паровозы серии "КВ-4" (два предположительно №128 и № 130) и "ГР" (№243 1950 года постройки поступил в 1955 году и предположительно №191), паровозы КВ-168 и КВ-169. Еще один паровоз использовался на спиртовом заводе в Воскресенском.

### Тепловозы
ТУ3-001, 002, 003 (до 1959 г.); ТУ2-033 (до 2001 г.), 124, 126 (после капремонта в 1971 передан в Новомосковск), 127 ( как и 124 до 1972 г.), 129 (до 1969 г.), 236 (до 2001 г.), 240 (до 1997·98 гг.), 241 (передан в Новомосковск в 1971 г.)

### Вагоны
5 пассажирских современных вагонов с надписью «Детский» (на момент закрытия), а также не менее десяти вагонов Pafawag с надписью «Жесткий» (из них было сформировано 2 состава);  крытые товарные вагоны, дрезина-снегоочиститель и открытые платформы, изотермический вагон-рефрижератор, вагон-клуб, вагон-лавка.

## Описание станций

### Тула-Лихвинская
Станция расположена в юго-западной стороне города, в двух километрах от Московского вокзала. До 1943 года являлась грузовой станцией, с 1943 года, в связи с закрытием перегона Тула1 - Тула-Лихвинская, стала еще и пассажирской. Станцию Тула 1 и станцию Тула-Лихвинская соединяла четырехниточная железнодорожная ветка, объединяющая в себе широкую и узкую колею одновременно. На станции Тула-Лихвинская располагались вокзал, депо, мастерские, водокачка, жильё для персонала обслуживающего узкоколейку и склады. В связи с разной шириной колеи на узкоколейной и ширококолейной железных дорогах, если грузы отправлялись за пределы Тула-Лихвинской линии и обратно, то они не могли следовать от поставщика к получателю напрямую, их необходимо было перегружать, что и происходило на станции Тула-Лихвинская.  Было депо для локомотивов и вагонов, а так же мастерские для ремонта и экипировки локомотивов с соответствующим оборудованием.
В вагонах-решетках вывозила лес, в виде дров для предприятий и населения Тулы, для чего на станции Тула-Лихвинская был оборудован большой дровяной склад. Со станции возили зерно и кукурузу на спиртовой завод в Веригино, чугунные чушки на чугунолитейные заводы в Дубну, Ханино и Черепеть. Для обслуживания нужд дороги имелся угольный склад.
К 1972 году дорогу сократили до ст. Труфаново, товарное движение по линии отменили. Перегруз на Тула-Лихвинской ликвидировали, линии узкой колеи на станции демонтировали. Осталась лишь небольшая платформа, слева от вокзала, откуда до самого закрытия движения в 1996 году и осуществлялась отправка узкоколейных поездов. В вокзале можно было приобрести билеты на узкоколейку за несколько часов до отправления. На станции было единственное депо (не считая паровозного сарая на ст. Лихвин) и разворотный треугольник.

### станция Рвы
Примерно в 13 километрах от Тулы находилась станция Рвы. Она располагалась в двух километрах от деревни и обслуживала одноименную шахту, а также пассажиров.
Со станции Ясеновая сюда доставляли крепежный лес, из Дубны — удобрения и корм для скота, а из Тулы — товары, рабочих и оборудование. Поскольку на Тула-Лихвинской железной дороге не хватало места для крытых товарных вагонов, их отправляли во Рвы, где они отстаивались.
На территории станции было три пути: первый путь вёл к перрону, покрытому землёй и обложенному бетонными плитами (он сохранился до сих пор), главный путь шёл прямо на Труфаново, а третий проходил слева. За третьим путём на станции Рвы располагалась обширная площадка, которая в начале XX века использовалась как перегрузочная.
Также здесь были здание вокзала, сараи, туалеты, дом путейцев, водокачка для заправки паровозов водой (её закрыли после замены паровозов на тепловозы, а в начале 80-х украли бак), насосная станция рядом с вокзалом (в конце 80-х украден уникальный паровой насос и само здание разрушили в конце 80-х — начале 90-х). В пруду стояла дрезина — обычная тележка без мотора колеи 750 мм.
В период с 1922 по 1925 год со станции Рвы шли пути длиной 5 вёрст до электрической станции Судаковского чугуноплавильного завода (ныне Косогорский металлургический). Во времена СССР в здании вокзала было три комнаты: зал ожидания, касса и комната начальника станции. Рядом со станцией были многочисленные мотовозные ветки колеи 600 мм.
Между станцией Рвы и станцией Труфаново существовали остановочные пункты: 15 км (в лесу), 17 км (рядом расположены дачи), 20 км (в лесу, недалеко есть охотохозяйство) и 22 км (недалеко есть дачи).
Летом 2024 вокзал был снесён, предположительно, бульдозером. Остались целыми станции Тула-Лихвинская, Труфаново, Кураково, Черепеть.

### станция Труфаново
Станция Труфаново расположена в 25 км от Тулы возле большой деревни Малахово. С 1972 года станция стала конечным пунктом узкоколейки, и два раза в день зимой и четыре раза в день летом поезд прибывал сюда. На большой площади станции располагались три пути: один проходной и два обгонных. Привозили на станцию пассажиров и удобрения для окрестных колхозов. Имеется перрон из бетонных плит. Здание вокзала находится в плачевном состоянии. Оно закрыто, на окнах установлены решётки, внутри видны топчаны для отдыха пассажиров. В здании есть три комнаты: зал ожидания, касса и комната отдыха для машинистов.
Входного семафора больше нет, а поперёк насыпи стоят остатки старого тупика, который был сделан из старых шпал и ограничивал путь за станцией Труфаново. За этим тупиком насыпь продолжается.

### станция Кураково
Станция Кураково находится в 31 километре от Тулы. Здесь было три пути: один проходной и два обводных, которые были удлинены для возможности разъезда длинных составов, а также для отстоя и формирования грузовых поездов. Также есть четвёртый путь, который уходит за станцию в карьер, где находится дробилка. Она дробит камни в щебень, который затем загружают в платформы и отвозят на станцию Тула-Лихвинская.
Напротив станции есть автобусная остановка, а перед зданием станции — перрон, выложенный бетонными плитами, хоть и сильно заросший травой.
В прошлом на станции также находились водокачка и пионерский лагерь, который принадлежал Министерству путей сообщения.

### станция Бредихино
Станция Бредихино располагалась примерно в 38 километрах от Тулы, недалеко от пересечения с дорогой, ведущей в город Суворов. Это было одноэтажное деревянное здание, которое обслуживало имение генерал-майора Николая Сергеевича Мальцова, пассажиров деревень Выглядовка и Дергаловка, и село Воскресенское.
Село Воскресенское находится на другом берегу реки Упы. Деревни Выглядовка и Дергаловка были признаны слишком маленькими, поэтому название станции Бредихино было дано по ближайшему селу Бредихино, которое в то время ещё называли Ильинским.
На станцию привозили различные товары, такие как соль, лак, крупа, кукуруза, цемент, жмых семянной, клевер, дрова осиновые и еловые саженцы. А из Тулы вывозили коровье масло, живых телят 1914 года, молоко в бочках (по 4-5 бочек каждый день), жмых конопли, ящик частей для земледельческих машин (вероятно, для ремонта), а также зерновые: рожь, ячмень и чечевицу.
Как видно из списка товаров, все они относились к сфере сельского хозяйства. Оборудование для винокуренного завода не значилось в списке. Даже барда не была указана. Вероятно, винозавод обслуживала полностью станция Веригино.
На станции Бредихино было два пути: один проходной и один обгонный (возможно, когда-то был и третий, тупиковый). Вокзал станции находился справа от путей при движении из Тулы в Лихвин. Это было одноэтажное деревянное здание на бутовом каменном фундаменте. Длина вокзала составляла 15 метров, а ширина — 6 метров.
Вокзал состоял из зала ожидания третьего класса, зала ожидания первого и второго класса и комнаты начальника станции. Перед вокзалом, вероятно, был низкий земляной перрон. В восьми метрах сзади справа находилось отхожее место размером 2,5 на 1,5 метра. А в 18 метрах перед вокзалом, справа, было строение размерами 3 на 2,5 метра. Расположение и очертания этого строения очень похожи на те, что можно увидеть на станции Суворово. Возможно, это была будка обходчика с сараем для ручной дрезины или пакгауз.
Водокачки на станции не было, но были багажные весы.

### станция Веригино
На станции Веригино было два пути, один проходной и один обгонный, а также ветка на винокуренный, а затем спиртовой завод, с весами для поездов. Отсюда возили спирт (бочками в товарных вагонах) и барду для удобрений, а также пассажиров. По узкоколейке со станций Ханино, Дубна и Труфаново привозили в товарных вагонах зерно и увозили в Тулу для нужд ликёроводочного завода спирт.

### станция Дубна
Станция Дубна находится в 54 километрах от Тулы, в посёлке Станционный, который является пригородом Дубны. Эта станция была крупнейшей после Тулы-Лихвинской. Здесь обслуживали чугунолитейный завод, деревообрабатывающий завод и щебёночный завод, а также склады РАЙПО. На станции осуществлялась погрузка зерна, удобрений и товаров народного потребления. Рядом со станцией находилась нефтебаза, на которую шла ветка со станции. Также существовал путь на чугунолитейный завод, который впоследствии был перешит на широкую колею. На станцию Дубна доставляли кокс и чугунные чушки с Косогорского металлургического завода, для нужд чугунолитейного завода в Дубне. Так-же на станции были большие мастерские и разворотный треугольник .

### Станция Гурьевка
Станция Гурьевка расположена примерно в 62 км от Тулы, в километре от деревни Гурьевка. На станции Гурьевка было два пути. На территории располагалась маслобойня, холодильник для хранения масла, а также пилорама для разделывания брёвен. Всю эту продукцию отправляли по узкоколейке.

### станция Ясеновая
Станция Ясеновая располагалась на полпути между Дубной и Суворово. Вокруг неё раскинулся густой лес, а в самом лесу находился механизированный лесопильный завод, принадлежавший помещику Киселёву. На станции было три пути: один проходной и два обводных. Один из обводных путей вёл к водокачке, а другой заканчивался тупиком. Также здесь был паровоз «А1» производства фирмы «Кокериль», выпущенный в 1912 году. Здание и машинное отделение на станции были покрыты толем — материалом, который используется для кровли. Лесопильный сарай и постройка рядом с ним были сделаны из тёса и имели размеры 22 на 7 аршин и 8 на 6 аршин соответственно. К лесопильному заводу шла насыпь, а на его территории, которая немного возвышалась над землёй, хранили готовые к отправке материалы. Для транспортировки спиленного леса по Тула-Лихвинской железной дороге использовались специальные вагоны-лесовозы. Недалеко от станции был разворотный треугольник. Еще треугольник присутствовал на станции Дубна, так как для некоторых поездов она была конечной и необходимо было развернуть паровоз, чтоб он вел поезд в обратную сторону.

### станция Ханино
Станция Ханино расположена в 85 км от Тулы на окраине большого села Ханино. Перед этим узкоколейка три раза пересекает железную дорогу Тула — Сухиничи, проходя по мосту над дорогой широкой колеи. Возможно было пересечение на одном уровне. Станция Ханино обслуживала чугунолитейные заводы, располагавшиеся в селе, и пассажиров, также оттуда возили зерно. ↵ На станции Ханино были дом отдыха машинистов, весовая, здание вокзала и пакгауз.

### станция Суворово
Станция Суворово расположена в 96 км от Тулы на берегу реки Черепеть, рядом с деревнями Суворово и Васильевское. Станция, помимо пассажиров, обслуживала каменно-угольные шахты, которые находились в 3–5 км, около сел Беляево, Глубокое, Агеево, Сухотино, на другом берегу реки, и к ним вела отдельная ветка через мост. Помимо угольных шахт, в этой местности имелись бумагодельные и винокуренные заводы. Позднее, к 1923 году, от станции Суворово была проложена ветка длиной 16,67 верст к казенной лесной даче Ватца, в которой, помимо дров, заготовляли древесный уголь. На станции было три пути, здание станции, пакгауз, водокачка, туалет и четыре других строения. Также был дровяной склад и путь к нему.

### станция Черепеть
О станции мало информации. Была ветка на черепетский чугуноплавильный завод. Также вблизи станции был песчаный карьер.

### станция Лихвин
Станция Лихвин расположена в 113 км от Тулы, на правом берегу реки Оки в 1,5 км, и примерно в двух километрах от города Лихвин (ныне Чекалин).
На станции было три пути, а также располагался вокзал, дом начальника станции, и паровозный сарай на 2 стойла, в которых паровозы экипировали к рейсу.

### остановочные пункты
После 1970 года на узкоколейку добавлены остановочные пункты, такие как:
5 км. Остановочный пункт представлял собой простую земляную площадку в поле, не было ни перрона, ни каких-либо других построек, и лишь вытоптанная трава с двумя лавочками показывала, что здесь на поезд садилось много народа, тем более что на Макаренко добраться городским транспортом было немного легче. Сейчас площадка полностью заросла высокой травой и ничего не напоминает о ней. Обслуживал деревню Нижняя Китаевка, а также дачников и грибников из Тулы.
7 км. Изначально остановки здесь не предусматривалось, но по просьбе жителей деревни её ввели в расписание. Находится в посадках, из которых видна ферма в деревне, и не имеет никаких построек и приспособлений. Сейчас он полностью зарос травой и кустарником. Рядом с этим о. п. находилось небольшое ответвление от основного пути. Всего длина ветки составляет около 100 метров. Сама она не заросла, по ней проходит грунтовая дорожка. Когда оно построено — неизвестно. По словам местных жителей, эта ветка в таком состоянии была всегда. По крайней мере, как рассказали, в конце 30-х годов 20-го века она уже была и рельсов на ней уже не имелось. По ветке вывозили песок для строительства насыпи узкоколейки и, возможно, лес.
8 км. Подобно двум другим, он не был оборудован. Обслуживал дачи неподалёку. Скорее всего, поезд здесь останавливали по договорённости.
9 км. Не был оборудован, также обслуживал деревню Судаково. По дороге на Труфаново поезд останавливался перед переездом через автодорогу, а по дороге в Тулу он останавливался также, не пересекая её.
15 км. Остановочный пункт — это полянка, не имеет перрона и других сооружений. Вдоль насыпи тянутся столбы с проводами.
17 км. Обслуживал дачи. До 50-х годов были ответвления в лес, который вырубали и вывозили. Здесь находятся дачи, и раньше люди добирались до них на «Кукушке», теперь можно добраться только на машине. Имеет еще название «Белая будка». Здесь был хутор, просуществовавший до конца второй мировой войны. Даже теперь напротив дач, слева по ходу от насыпи в мелколесье, находятся ямы от погребов, выложенных деревом, и остатки строений. Остановочный пункт не имеет никаких сооружений, но говорят, здесь раньше была будка обходчика.
20 км. Представляет из себя полянку природного происхождения. Обслуживал охотхозяйство в лесу. Здесь была небольшая деревянная скамейка. Недалеко в лесу расположена кормушка для зверей под навесом, а рядом, на дереве, охотничье гнездо.
22 км. Полностью заросшая поляна. Где-то здесь, справа, находятся дачи. Раньше висела резная деревянная вывеска «Лесная поляна», были скамеечки. Сейчас нет ничего.
О. п. Опочня. В этом селе поезд останавливался неофициально, по договорённости.

## Ликвидация линии
Расхищение рельсов началось не сразу. После закрытия движения в конце 1996 года все ждали, что весной 1997 года движение откроют, но этого не произошло. Весь 1997 год движения не было, и лишь по весне 1998 года началось расхищение верхнего строения пути. Немного, местами глубоко в лесу и потом участками в других местах. И так продолжалось в течение нескольких лет. А в 2000 году выходит приказ МПС о ликвидации Т-Л узкоколейки, и тогда рельсы начали снимать массово механизированным способом. Оставшиеся два локомотива ТУ2 и вагоны. ПВ40 отправлены на детские железные дороги, соответственно, в Екатеринбург и Новомосковск. Остальное было порезано на металлолом. В 2005 году был разрезан на металлолом уникальный мост через Упу между бывшими станциями Веригино и Бредихино. Один из пролётов при этом рухнул в реку. Выступающие из воды части отрезали, остальное осталось в реке.

## Происшествия
- 19 июля 1910 года около станции Ханино во время разразившейся грозы ураганный порыв ветра опрокинул все вагоны. На пути остался только паровоз. Пять пассажиров получили небольшие травмы, медицинская помощь им была оказана ехавшим в поезде врачом. Описывая этот случай, журнал «Железнодорожное дело» отмечал:

Без сомнения, это первый в России случай опрокидывания поезда бурею, свидетельствующий, конечно, не только о силе той бури, но и об относительной лёгкости вагонов узкоколейной Тула-Лихвинской железной дороги.
- В 1963 году со станции Кураково шел грузовой поезд под управлением Бочарова П. И., с одиннадцатью платформами, груженными щебнем, солнце сильно било в глаза. В этой кривой неожиданно машинист увидел на пути околыш кепки (раньше такие школьники носили) и телогрейку, было применено экстренное торможение, но не успели. Когда остановились, оказалось под передней тележкой тело ребенка, ему отрезало ногу, и он был мертв. Машинист предложил сдать чуть назад, а помощник вытянет его, но тот сел, побелел и отказался, главный кондуктор вытягивал тело. Тело погрузили на платформу, и поезд отправился на Труфаново. Там связались с диспетчером в Туле, так как по инструкции бригаду должны были отстранить от управления и заменить другой, но тот приказал подождать пассажирский из Дубны и следовать (перед ним, не меняя бригады) в Тулу. На Тула-Лихвинской их встретили врачи и милиция, допросили бригаду и отстранили от управления. Тепловоз сразу в депо на канаву и обследовать. Вскоре выяснилось, что ребенка подложили на пути уже мертвого (на тепловозе и месте происшествия крови не обнаружили). Его убил отчим и подложил в кривую на путь. Бригаду оправдали.
- Происходили учения мотострелковых войск. Ночью на переезде заглохла танкетка (по другим сведениям, военный экскаватор), и на неё налетел тепловоз ТУ2-240, ведший грузовой состав. Машинист успел убежать в машинное отделение, а помощник спрыгнул с тепловоза. Кабина была помята, и некоторое время, пока шел ремонт, тепловоз не эксплуатировался.
- 16 декабря 2003 года на трассе М2 «Крым» грузовой автомобиль «КамАЗ» буксировал на жёсткой сцепке экскаватор. При проезде под мостом, на котором располагался перегон Рвы—Труфаново, он зацепил стрелой экскаватора пролётную балку путепровода, в результате чего последняя обвалилась. В тот же день остатки моста были демонтированы.

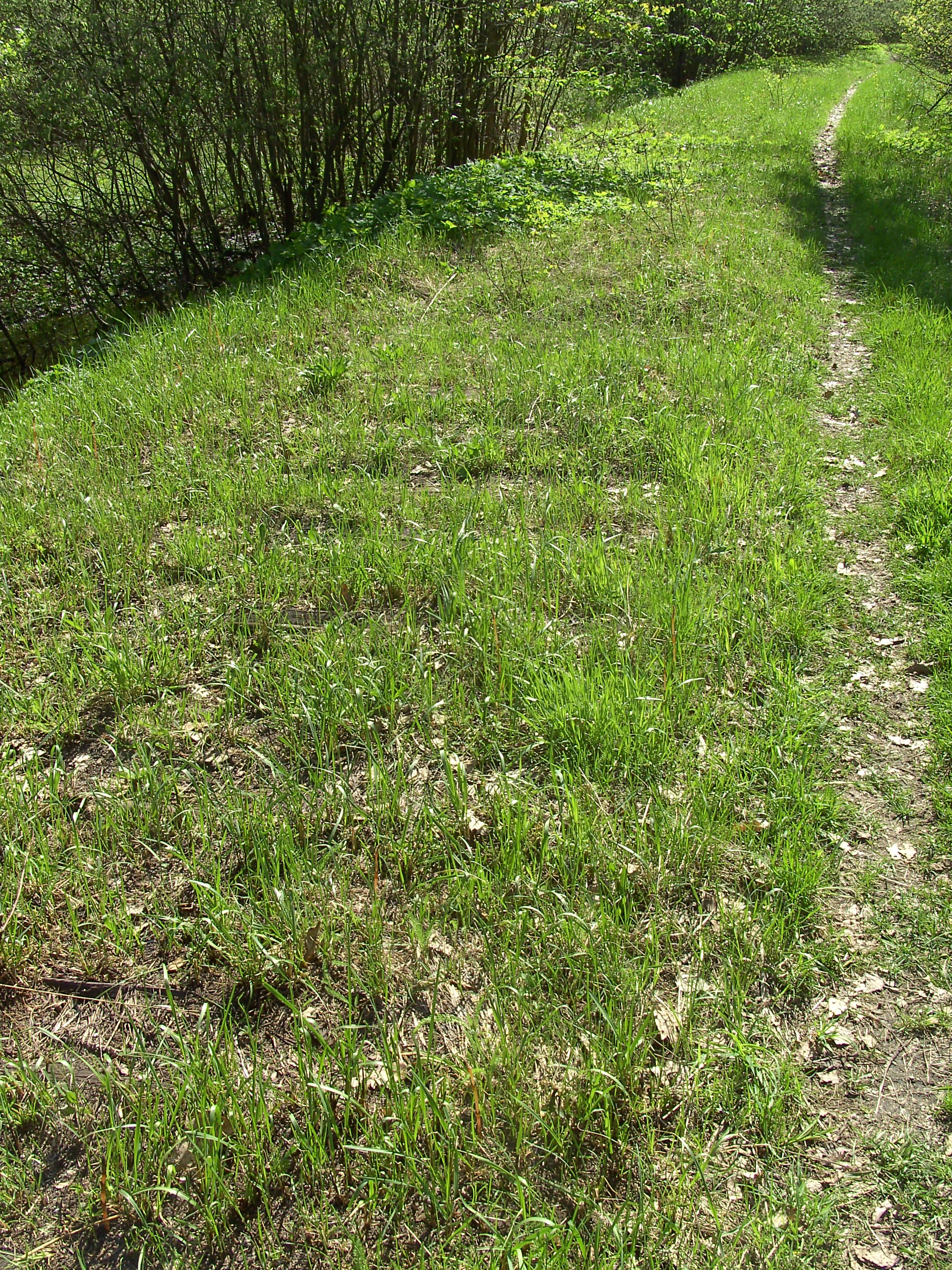
Остатки земляной насыпи

## Современное состояние
На месте бывшей линии остались лишь насыпь с остатками полусгнивших шпал, кое-какие искусственные сооружения сохранились глубоко в лесу.
На территории станции Тула-Лихвинская пути перешиты на широкую колею и служат для разгрузки и отстоя вагонов. От узкоколейки осталась лишь платформа, откуда совершалась посадка и высадка пассажиров. Территория депо заасфальтирована, и все рельсы и остатки подвижного состава ликвидированы, сейчас здесь стоянка грузового автотранспорта. Остались только ворота в заборе, через которые осуществлялся въезд и выезд поезда из депо. Пути от платформы сняты, и лишь насыпь, проходящая по узкому тоннелю между заборами, указывает направление, в котором ходил поезд. На Калужском шоссе в нескольких метрах от путепровода через линию широкой колеи остался путепровод через узкую колею.

## Восстановление
В середине ноября этого года стало известно, что руководство РЖД намерено рассмотреть реконструкцию и прокладку нового железнодорожного узкоколейного полотна в ближайшие годы с целью туристического развития области. Этого не последовало. В деревне нижняя Китаевка часть насыпи отгорожена забором.
В 2022 году с 17 по 19 километр насыпь была очищена от растительности для применения в качестве автодороги. Если бы осталось рельсовое полотно, то смогла бы проехать дрезина. Прорубка полосы отчуждения ведется на расстояние от 3 до 5 метров от насыпи, а в некоторых местах общая ширина просеки достигает 20 метров. Планируется, что просека дойдет до второго моста на 22 км. бывшей Тула-Лихвинской ужд. В районе этих мостов, через речку Непрейку, проложили трубу для пропуска воды и накатали дорогу. Восстанавливать мосты не планируется. Интересно то, что именно до этого места лес принадлежит Тульскому лесничеству, а далее он относится к Плавскому лесничеству. Возможно, позднее прорубать будут от оп. 17 км. в сторону оп. 15 км. по трассе ужд.

## Память об УЖД
В Переславском железнодорожном музее экспонируются сохранившиеся предметы мебели и интерьера со станции Рвы.
В Чекалине есть Девягорско-Лихвинский историко-ландшафтный музей-заповедник, в котором есть информация об этой узкоколейке, подлинные исторические предметы с Тула-Лихвинской узкоколейной железной дороги.